# Alora gouldii
Alora gouldii is een slakkensoort uit de familie van de Epitoniidae. De wetenschappelijke naam van de soort is voor het eerst geldig gepubliceerd in 1857 door A. Adams.